# Sequoyah

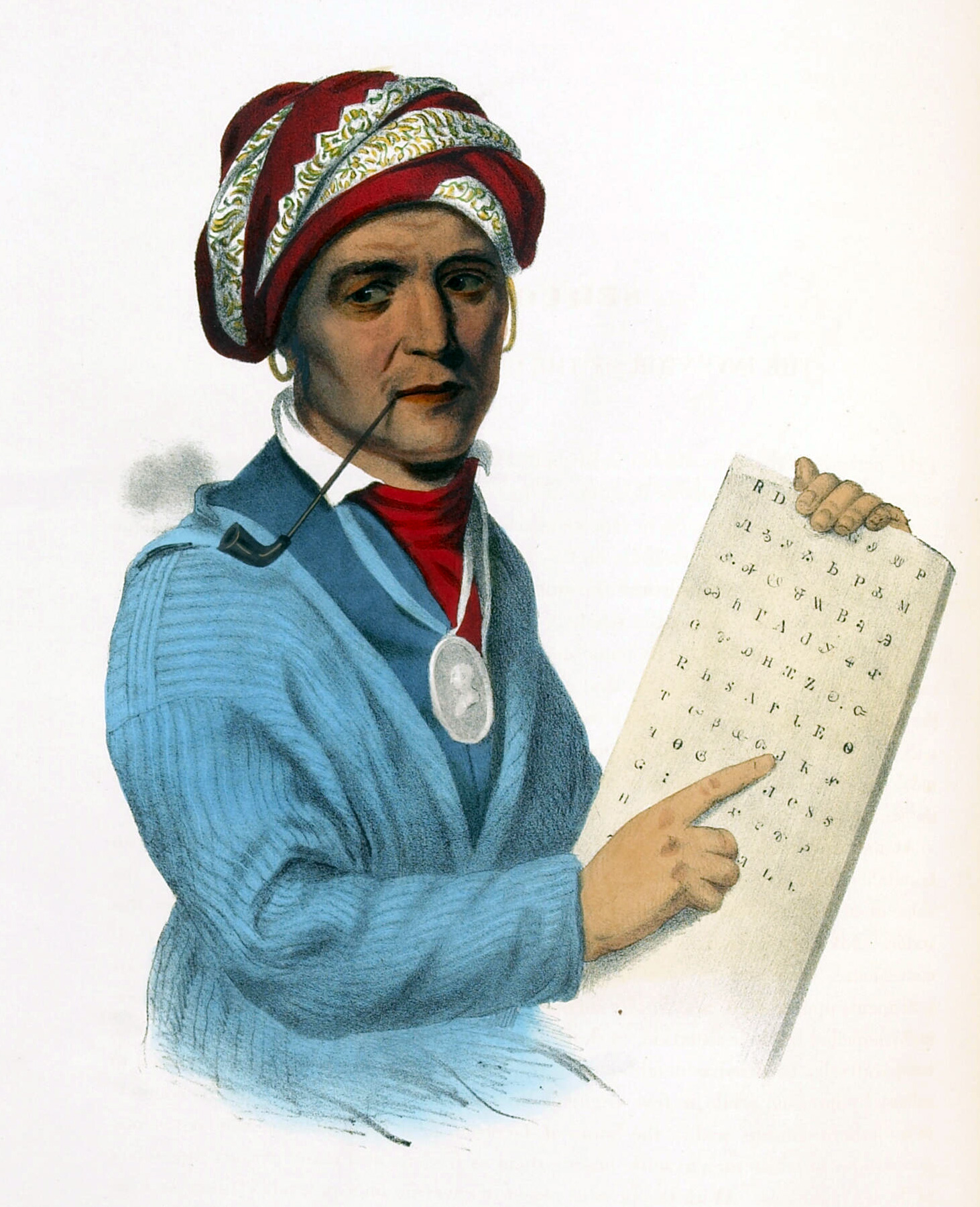
Sequoyah mit einer Tabelle der von ihm entwickelten Cherokee-Schrift. Das Bild ist 1828 bei einem Besuch Sequoyahs in Washington entstanden. Um den Hals trägt er die Silbermedaille, die ihm für seine Verdienste um die Verschriftlichung der Cherokee-Sprache und die Entwicklung einer neuen Schrift von der Cherokee-Nation verliehen wurde. Diese Lithographie wurde nach einem Porträt hergestellt, welches Charles Bird King im Jahre 1828 von Sequoyah in Washington anfertigte, welches jedoch Mitte des 19. Jahrhunderts durch einen Brand verloren ging.

Sequoyah (ᏍᏏᏉᏯ Ssiquoya) (* um 1763 in Tuskegee; † August 1843 in San Fernando) war der Erfinder der Cherokee-Schrift, die beim Schreiben der Cherokee-Sprache noch heute verwendet wird.
Sequoyah (englisch überwiegend George Guess genannt, gelegentlich auch Gist, Guist oder Guyst geschrieben) war der Sohn einer Cherokee-Indianerin und eines unlizenzierten Händlers europäischer Herkunft. Das Kind wuchs jedoch ohne seinen Vater im indianischen Umfeld auf. Seine Mutter, die zum „Red paint“-Clan der Cherokee (Aniwodi-Clan) gehörte, betrieb in Tuskegee einen Handelsposten.
Der Ort, der von den Cherokee Taskigi genannt wurde, lag am Little Tennessee River in der Nähe von Fort Loudoun. Dieses englische Fort lag am Zusammenfluss von Little Tennessee River und Tellico River. Das Ortsgelände von Tuskagee nahe dem heutigen Vonore versank 1979 bei der Flutung des Tellico Reservoir.

## Leben

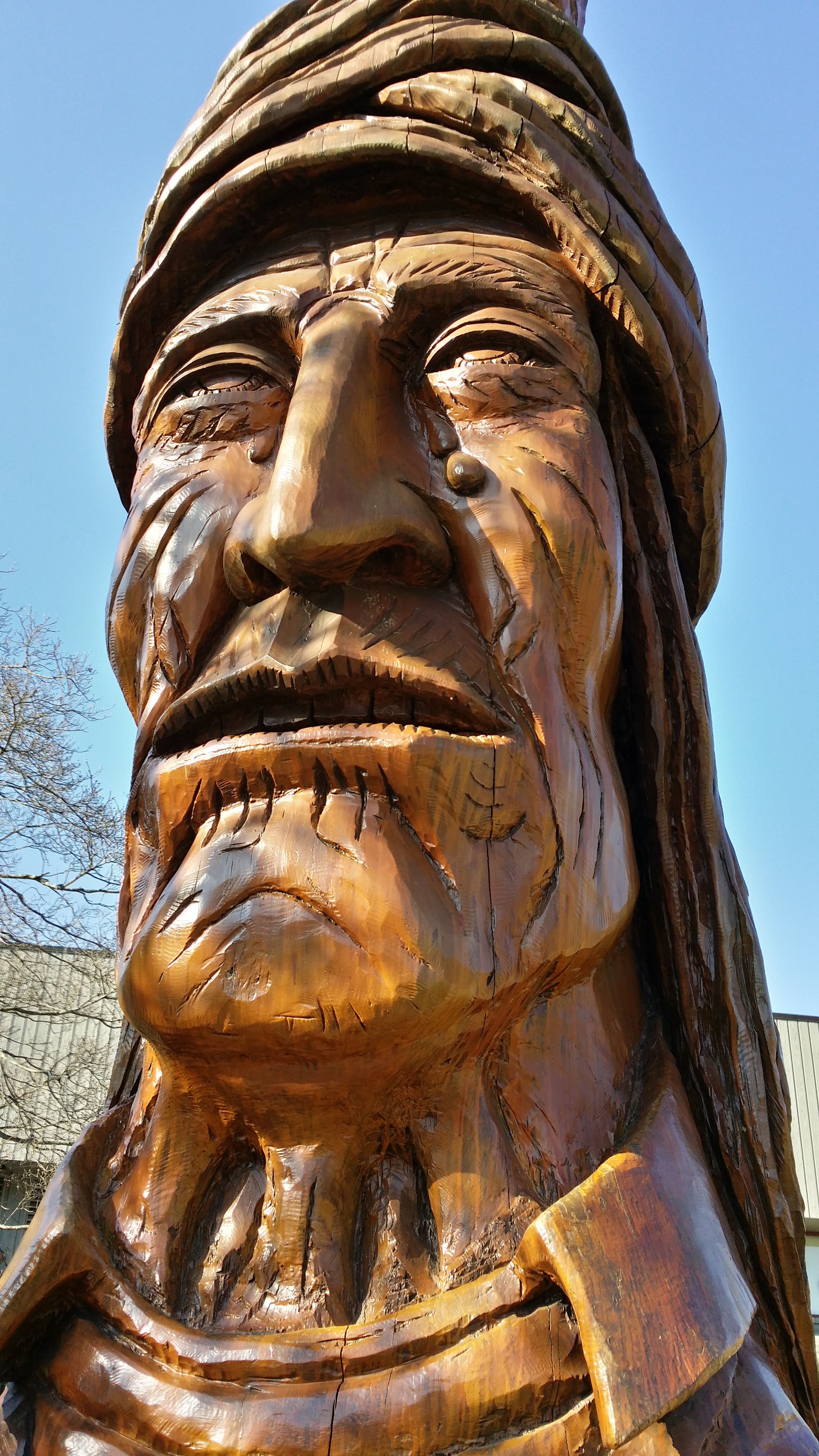
Sequoyahstatue vor dem Cherokee Museum in North Carolina

In seinen jungen Jahren betätigte Sequoyah sich als Krieger und nahm an vielen Feldzügen teil, so auch 1814 an der Schlacht am Horseshoe Bend. Im Jahr darauf soll er seine Frau Sally geheiratet haben.
Wann Sequoyah aus seinem Geburtsort wegzog, ist nicht gesichert. Es sind verschiedene Aufenthaltsorte überliefert, jedoch nur spärlich belegt. So soll Sequoyah einige Zeit in Wills Town in Alabama gelebt haben. Später ist er von Alabama anscheinend nach Arkansas gezogen, um sich dann am Ende noch weiter westlich in Oklahoma niederzulassen.
Er zog sich irgendwann ein Knieleiden zu, weshalb er sich seit dieser Zeit weder als Krieger noch als Jäger betätigen konnte. Möglicherweise begann er deshalb als Schmied bzw. Silberschmied zu arbeiten. Er soll auf diesem Gebiet eine erstaunliche Kunstfertigkeit entwickelt haben.
Grundsätzlich sollte jedoch bedacht werden, dass viele dieser Angaben zu Sequoyahs Leben eher vage und nur durch wenig ergiebige Quellen belegt sind, die sich teilweise nicht ergänzen oder sich zeitlich sogar widersprechen, sodass hier zumindest in Teilen eine gewisse Unsicherheit bleibt.
Es existiert jedoch ein detaillierter Bericht des amerikanischen Rechtsanwalts, Schriftstellers und Herausgebers Samuel Lorenzo Knapp (1783–1838), der im Jahre 1828 anlässlich des Besuches einer Cherokee-Delegation in der amerikanischen Hauptstadt mit Hilfe zweier Dolmetscher ein ausgiebiges Gespräch mit Sequoyah führte und den Inhalt zusammengefasst in seinem Buch Lectures on American literature veröffentlichte, welches 1829, also im Jahr nach dem Zusammentreffen in Washington, herauskam.
Hier werden viele Details nicht nur zur Person Sequoyah wiedergegeben, sondern es wird auch beschrieben, wie er mit Hilfe der beiden Übersetzer dem Schriftsteller die Erfindung seiner Schrift erklärt. Knapp nennt ihn See-quah-yah und sagt, dass sein englischer Name George Guess sei. Diese Schreibung des englischen Namens deckt sich auch mit der Schreibung in den englischsprachigen Versammlungsprotokollen der Cherokee-Nation aus dieser Zeit. Weiterhin erzählt Knapp, dass See-quah-yah von sich erzählt, dass er 65 Jahre alt sei, wobei er annähernd hinterherschiebt, da er sein genaues Geburtsjahr anscheinend selbst nicht kennt. Knapp berichtet auch, dass See-quah-yah, im Gegensatz zu den übrigen Mitgliedern der Delegation, nicht in europäischer Kleidung, sondern in seiner traditionellen Cherokee-Kleidung nach Washington gefahren sei.
Er beschreibt ihn als eine eindrucksvolle Persönlichkeit, die sich im Gespräch nicht nur für seine Antworten eine angemessene Zeit zum Nachdenken nahm und dabei zwischendurch an seiner Pfeife gezogen habe, sondern dass er sich auch regelmäßig bei den beiden Dolmetschern erkundigte, ob Knapp auch alles richtig verstanden habe. Darüber hinaus erwähnt Knapp auch, dass Sequoyah sich ebenfalls mit Rechenmethoden sowie Mal- und Zeichenkunst beschäftige.

## Entwicklung der Schrift
Sequoyah berichtete Samuel Knapp bei dem Besuch in Washington 1828, dass ihm der Gedanke, eine Schrift zu entwickeln, zum ersten Mal gekommen sei, als er noch ein Krieger war und an einem der Feldzüge teilnahm, die um die Zeit der Niederlage von General St. Clair (St. Clair’s Defeat) bei der Schlacht am Wabash River 1791 oder kurz danach stattgefunden hätten. Es ereignete sich ein Zwischenfall mit einem Kriegsgefangenen, bei dem es um den Inhalt eines Briefes gegangen sei. Dieser Zwischenfall regte eine Diskussion unter den Cherokee von Sequoyahs Einheit darüber an, welcher Natur eigentlich diese „Sprechenden Blätter“ seien. Während seine Mitkrieger zu der Überzeugung gelangten, dass es sich dabei um eine spezielle Gabe des Großen Geistes an die Weißen handele, beharrte Sequoyah hingegen auf seiner Auffassung, dass es sich um etwas von Menschen Entwickeltes und Erlerntes handle. Sequoyah berichtete, dass ihn diese Sache danach zwar immer wieder beschäftigt habe und er oft darüber nachgegrübelt habe, wie die Weißen das machten, allerdings ohne jemals die Sache ernsthaft anzupacken. So ging eine gewisse Zeit dahin, bis eine Knieschwellung ihn zwang, sich länger im Haus aufzuhalten. Durch die langwierige Krankheit, die auf Dauer dazu führte, dass sein krankes Bein sich verkürzte und er danach für den Rest seines Lebens nur über eine eingeschränkte Gehfähigkeit verfügte und weder auf die Jagd gehen oder in den Krieg ziehen konnte, begann er sich nun ernsthaft mit dem Geheimnis der Schrift zu beschäftigen. Wann genau dieser Zeitpunkt war, lässt sich heute schwer sagen, denn Sequoyah machte keine weiteren Zeitangaben bis zu dem Punkt, wo er seine Schrift der Öffentlichkeit vorstellt. Zumindest geht aus seiner Erzählung hervor, dass er verheiratet war und Kinder hatte. Danach sollte es sich zwischen 1810 und 1820 abgespielt haben. Seine Frau und seine Kinder hätten ihn tatkräftig unterstützt, weil er von sich selbst sagte, dass sein Gehör nicht scharf genug sei, um die Feinheiten der Laute herauszuhören, was aber zum Entwickeln der Lautzeichen unumgänglich sei.
Sequoyah berichtete weiter, dass er zuerst versucht habe, das Problem mit Hilfe von Abbildungen wie beispielsweise Vögel oder andere Tiere zu lösen. Er gab diese Idee jedoch bald auf, weil ihm der Ansatz bald aussichtslos erschien. Danach kam er auf die Idee, die Hilfe von willkürlich ausgewählten Zeichen ohne irgendwelchen bildlichen Bezug zu den dargestellten Silbenlauten zu verwenden. Nur in einigen Ausnahmefällen habe er Zeichen mit einem bildlichen Bezug zur ausgesprochenen Silbe benutzt, jedoch nur deshalb, weil es sich so leichter merken ließ. Auf diese Weise gelang es ihm mit Unterstützung seiner Familie, nach langen Versuchen 200 Zeichen zu entwickeln, die ausreichten, um die Laute der Cherokee-Sprache in Silbenschreibweise wiederzugeben. Mit Hilfe seiner Tochter Ayoka, die anscheinend eine besondere Begabung in dieser Hinsicht hatte, war es möglich, dieses Zeichensystem weiter zu verfeinern und so am Ende mit nur 86 Zeichen die Sprache der Cherokee schriftlich wiederzugeben. Danach begann er, an der Gestalt der Zeichen zu feilen, damit sie dem Betrachter ein gefälligeres Aussehen böten. Bis zu diesem Zeitpunkt hatte er die Zeichen mit einer Messerspitze bzw. einem Nagel in Rinde geritzt. Nun ließ er sich Papier und Stift besorgen. Die nötige Tinte habe er selbst aus Rindenextrakten hergestellt. Nachdem er den Stift noch etwas nachbearbeitet hatte, gelang es ihm seine neu entwickelten Schriftzeichen auf Papier zu bringen. Während der Entwicklung dieser Zeichen hatte er sich sehr stark vom sozialen Leben seines Stammes zurückgezogen und einige Leute fingen bereits an, ihn misstrauisch zu beäugen. Er ging am Ende jedoch mit seiner Erfindung an die Öffentlichkeit und führte der Stammesführung seine Entwicklung gemeinsam mit seiner Tochter vor. Nach einer anfänglichen Skepsis ließ sich die Stammesführung darauf ein, dass Sequoyah mehreren jungen Männern in den darauffolgenden Monaten die Schrift beibringen solle, und man werde dann weitersehen. Nach einigen Monaten wurde dann erneut eine Versammlung einberufen und Sequoyah konnte nun mit Hilfe der jungen Männer eindeutig beweisen, dass es sich keineswegs um eine undurchsichtige Trickserei handele, sondern um eine Kunstfertigkeit, die recht schnell von jedermann erlernt werden könne. Die Führung des Stammes war von der Vorführung begeistert und beschloss, dass möglichst viele Cherokee diese Schrift möglichst schnell lernen sollten. Zunächst wurde jedoch erst einmal ein großes Fest gefeiert, um die Erfindung entsprechend zu würdigen.
Diese Vorführung ereignete sich im Jahre 1821 und Samuel L. Knapp erwähnt in seinem Bericht noch, dass womöglich vielen Amerikanern gar nicht bekannt sei, dass inzwischen (1829) sogar Lettertypen gegossen worden seien und eine Zeitung zum Teil in Cherokee unter Verwendung dieser Schrift gedruckt werde. Es ist Knapp anzumerken, dass er große Bewunderung für die Leistung von Sequoyah hegt, den er durchgängig See-quah-yah nennt. Wegen der philologischen Kenntnisse Knapps kann man davon ausgehen, dass diese lautliche Wiedergabe mithilfe englischer Orthographie der tatsächlichen Aussprache sehr nahekommt.

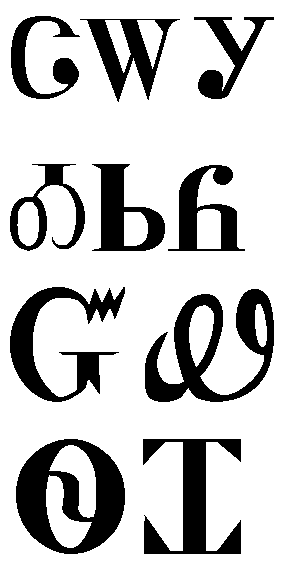
Beispiele für die Cherokee-Schrift

Sequoyah hatte dieses völlig eigenständige Schriftsystem für die Cherokee-Sprache ohne weiteren Kontakt zu Weißen und ohne jegliche Vorbildung entwickelt. Auch Knapp bestätigte, dass Sequoyah außer seiner Muttersprache keine andere Sprache sprechen und auch keine andere Schrift lesen könne als die eigene.
Es gab jedoch unter den Cherokee eine Reihe von Personen, die sowohl Englisch sprechen als auch lesen konnten, wie beispielsweise Charles Hicks, von dem sich Sequoyah angeblich habe zeigen lassen, wie man seinen Namen schreibe. Er wollte nämlich seine Silberschmiedekunstwerke mit seinem englischen Nachnamen kennzeichnen, wie es damals üblich wurde.
Deshalb wird es für ihn auch nicht schwierig gewesen sein, sich ein englisches Buch von jemandem auszuleihen, um sich Anregungen für seine Zeichen zu holen. Die Bedeutung dieser Buchstaben kannte er jedoch nicht.
Mit den in seiner Schrift enthaltenen 86 Zeichen lassen sich nun sämtliche in der Cherokee-Sprache vorkommenden Silben wiedergeben. Viele der Zeichen ähneln zwar einzelnen Buchstaben der lateinischen Schrift – teilweise auch auf der Seite liegenden oder auf dem Kopf stehenden lateinischen Buchstaben –, weil er Englisch jedoch nicht lesen konnte, ist ihre Lautzuordnung völlig anders. Die oberste Zeile im nebenstehenden Bild, die ungefähr wie CWY aussieht, wird zum Beispiel „tsalagi“ (= Cherokee) gelesen.
Diese Schrift setzte sich schon bald nach der legendären Vorführung im Jahre 1821 unter den Cherokee durch, und schon nach vergleichsweise kurzer Zeit gab es kaum noch Analphabeten unter ihnen. Auch Europäern fiel die leichte Erlernbarkeit dieser neuen Schrift auf. Es gibt Berichte, in denen zu lesen ist, dass die Schrift von manchen Cherokee innerhalb von 14 Tagen erlernt worden sei, während in englischen Schulen die Alphabetisierung Jahre beanspruchte. Diese schnelle Erlernbarkeit brachte die europäischen Missionare dazu, die mühevolle englischsprachige Alphabetisierung zum Teil aufzugeben und das Neue Testament in Cherokee-Schrift herauszugeben. Bereits 1828 erschien mit dem Cherokee Phoenix die erste Zeitung in den Sprachen Cherokee und Englisch. Später folgten weitere Zeitungen in der Cherokeesprache. Bis heute wird die Cherokeesprache mit ihrer eigenen Schrift geschrieben.

## Sequoia-Bäume
Im Jahre 1847 erkannte der bekannte Wiener Botaniker Stephan Endlicher, nachdem er das Holz, die Borke, die Nadeln und die Zapfen des Küstenmammutbaums untersucht hatte, dass es sich um den Angehörigen einer neuen Gattung handelte, und gab dem einzigen Vertreter dieser Gattung den Namen Sequoia gigantea. Da Joseph Decaisne 1854 dem Riesenmammutbaum ebenfalls diesen Namen gegeben hatte, bestand fast ein Jahrhundert eine verwirrende Situation, die jedoch 1939 von John T. Buchholz aufgelöst wurde. Heute lautet der wissenschaftliche Bezeichnung für den Küstenmammutbaum Sequoia sempervirens und die für den Riesenmammutbaum Sequoiadendron giganteum.
Endlicher wie Decaisne wählten den Gattungsnamen Sequoia höchstwahrscheinlich zu Ehren des Erfinders der Cherokee-Silbenschrift. Dass dieser in Europa Mitte des 19. Jahrhunderts einen gewissen Ruhm genoss, wird eindrucksvoll durch einen Bericht in der Gartenlaube aus dem Jahre 1869 belegt. Auch wenn es anscheinend keine gesicherten schriftlichen Zeugnisse gibt, dass Endlicher und Decaisne ihre Gattungsbezeichnungen Sequoyah zu Ehren wählten, ist doch davon auszugehen, da dieser Name ansonsten recht ungewöhnlich ist.
Heute führen sowohl die Unterfamilie der Mammutbäume (Sequoioideae) als auch ihre drei Gattungen, nämlich der Riesenmammutbaum (Sequoiadendron), der Urweltmammutbaum (Metasequoia) und Küstenmammutbaum (Sequoia), ihre wissenschaftliche Bezeichnung auf den Erfinder dieser nordamerikanischen Silbenschrift zurück.
Ebenso ist der Sequoia-Nationalpark in Kalifornien nach ihm benannt und gleichzeitig ist auch der Küstenmammutbaum der Staatsbaum dieses US-Bundesstaates.